# Вевеантік (Массачусетс)
Вевеантік (англ. Weweantic) — переписна місцевість (CDP) в США, в окрузі Плімут штату Массачусетс. Населення — 2109 осіб (2020).

## Географія
Вевеантік розташований за координатами 41°44′56″ пн. ш. 70°44′26″ зх. д. / 41.74889° пн. ш. 70.74056° зх. д. (41.748854, -70.740536).  За даними Бюро перепису населення США в 2010 році переписна місцевість мала площу 4,54 км², з яких 3,29 км² — суходіл та 1,25 км² — водойми.

## Демографія
Згідно з переписом 2010 року, у переписній місцевості мешкало 2105 осіб у 832 домогосподарствах у складі 579 родин. Густота населення становила 464 особи/км².  Було 1011 помешкання (223/км²).
Расовий склад населення:
| - 87,0 % — білих - 3,2 % — чорних або афроамериканців - 0,7 % — корінних американців - 0,4 % — азіатів - 4,2 % — осіб інших рас |

До двох чи більше рас належало 4,5 %. Частка іспаномовних становила 1,7 % від усіх жителів.
За віковим діапазоном населення розподілялося таким чином: 20,4 % — особи молодші 18 років, 62,1 % — особи у віці 18—64 років, 17,5 % — особи у віці 65 років та старші. Медіана віку мешканця становила 44,2 року. На 100 осіб жіночої статі у переписній місцевості припадало 94,2 чоловіків;  на 100 жінок у віці від 18 років та старших — 90,1 чоловіків також старших 18 років.
Середній дохід на одне домашнє господарство  становив 64 848 доларів США (медіана — 50 744), а середній дохід на одну сім'ю — 65 752 долари (медіана — 47 050). За межею бідності перебувало 20,8 % осіб, у тому числі 56,3 % дітей у віці до 18 років та 5,6 % осіб у віці 65 років та старших.
Цивільне працевлаштоване населення становило 880 осіб. Основні галузі зайнятості: освіта, охорона здоров'я та соціальна допомога — 26,6 %, роздрібна торгівля — 15,5 %, виробництво — 10,6 %, оптова торгівля — 10,5 %.